# Nicola Antonio Manfroce
Nicola Antonio Manfroce, né le 20 février 1791 à Palmi et mort le 9 juillet 1813 à Naples, est un compositeur italien.

## Biographie
Nicola Antonio Manfroce naît le 20 février 1791 à Palmi.
Il est l'élève de Giovanni Furno et Giacomo Tritto au Conservatoire de la Pietà dei Turchini à partir de 1804, puis de Zingarelli à Rome. Il est actif à Naples (alors sous domination française), et sa première œuvre est une cantate pour l'anniversaire de Napoléon, La nascita di Alcide, jouée à la cour napolitaine le 15 août 1809.
Il écrit les derniers morceaux de son opéra, qui est représenté au Teatro San Carlo pendant l'hiver 1813.
Il meurt le 9 juillet 1813 à Naples.